# Ommatius ampliatus
Ommatius ampliatus là một loài ruồi trong họ Asilidae. Ommatius ampliatus được Scarbrough miêu tả năm 2002. Loài này phân bố ở vùng Tân nhiệt đới.